# Johannes M. Fischer
Johannes Maria Fischer (* 5. August 1960 in Kollig) ist ein deutscher Journalist, Autor und Herausgeber.

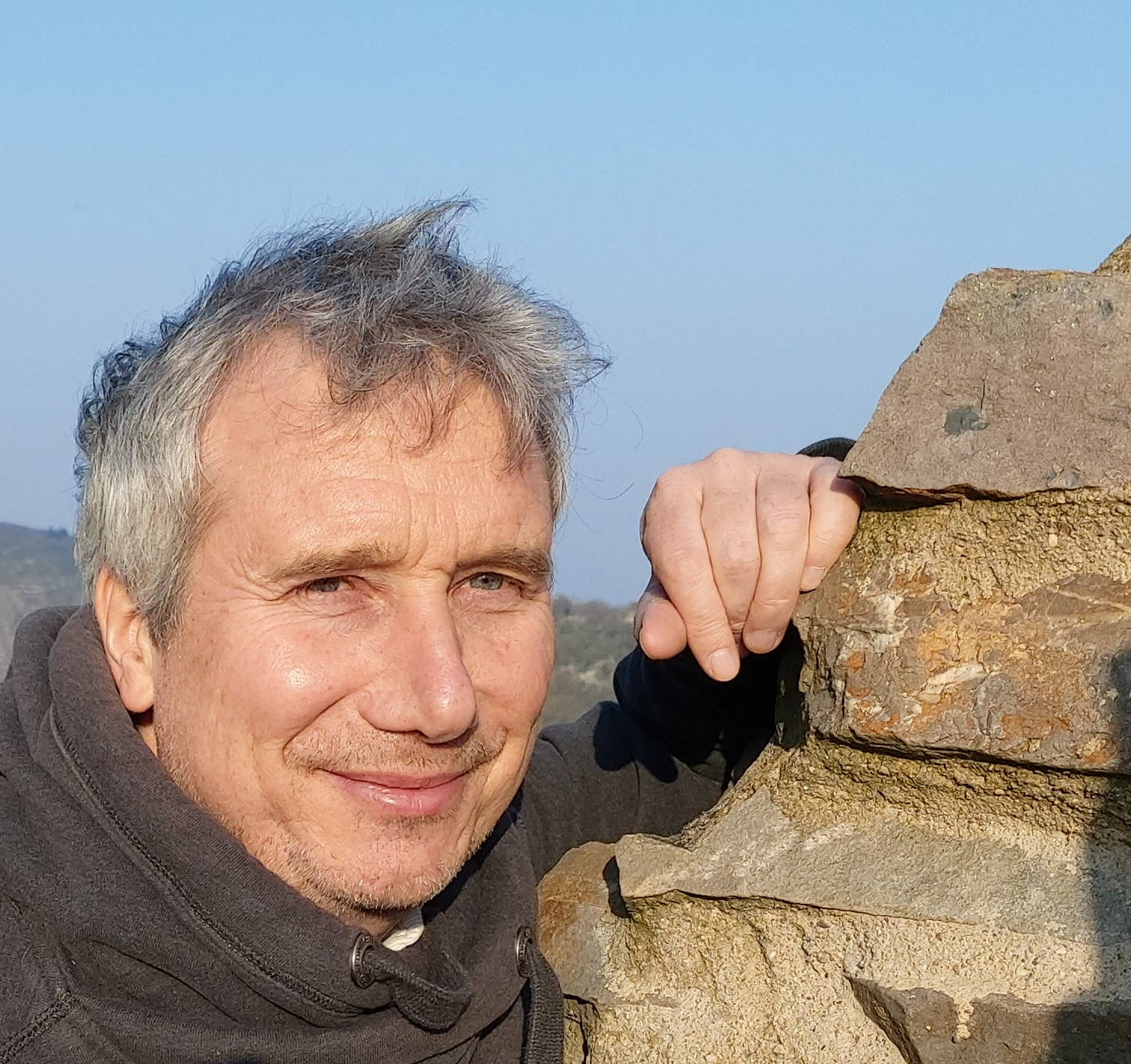
Johannes M. Fischer (2020)

## Leben
Johannes M. Fischer studierte an der FU Berlin Germanistik und Politik. Schwerpunkt des Studiums waren Ästhetik und Erkenntnistheorie bei Carl Einstein. Als Journalist arbeitete er unter anderem für die Freie Presse (2005–2010 als stellvertretender Chefredakteur) und die Lausitzer Rundschau (2010–2016 Chefredakteur). Als Redakteure und Redaktion 2012 von Unbekannten angegriffen wurde, kündigte Fischer an: „Die Rundschau-Redaktion zieht aus der feigen und anonymen Attacke in Spremberg nur eine Lehre: Sie fühlt sich ermuntert, noch engagierter zu recherchieren und sich intensiv mit der Feder gegen den Rechtsextremismus zu wehren.“ Die Täter hatten unter anderem Hakenkreuze auf den Schaufenstern der Redaktion hinterlassen sowie die Drohung „Wir kriegen euch alle“.
Von 2016 bis 2018 war er Chefredakteur der Thüringer Allgemeinen. 2018 reagierte Fischer scharf auf antisemitische Einlassungen einer Kulturjournalistin in seinem Blatt.
2019 wurde er Mitglied der Chefredaktion der Eßlinger Zeitung und 2021 deren Chefredakteur.
Er war externer Dozent an der Hochschule Magdeburg-Stendal.
Im Jahr 2021 veröffentlichte der Leipziger Verlag edition überland das Buch ...und manchmal platzt der Kragen. Bodo Ramelow - eine Biografie. Zudem ist er Autor von Kurzgeschichten.

## Veröffentlichungen
- als Mitherausgeber: Die Flut: die Hochwasserkatastrophe im August 2002; eine Dokumentation. Chemnitzer Verlag, Chemnitz 2002, ISBN 3-928678-89-2.
- als Mitherausgeber: Nach der Flut: der Wiederaufbau in Sachsen nach der Hochwasserkatastrophe vom August 2002; eine Bestandsaufnahme. Chemnitzer Verlag, Chemnitz 2003, ISBN 3-928678-94-9.
- Ippon. In: Petra Steps, Claudia Puhlfürst, Johannes M. Fischer (Hrsg.): Mords-Sachsen 2: Sachsen morden weiter. Gmeiner-Verlag, Meßkirch 2008, ISBN 978-3-89977-753-6, S. 74–95.
- Endstation Seiffen. In: Johannes M. Fischer, Claudia Puhlfürst (Hrsg.): Mords-Sachsen 3: Sachsen morden wieder … Gmeiner-Verlag, Meßkirch 2009, ISBN 978-3-89977-798-7.
- Der Rachermannel-Mord: Rätselkrimi. In: Freie Presse, Chemnitz 2009.[11]
- Tödliches Lächeln. In: Claudia Puhlfürst, Mario Ulbrich (Hrsg.): Mords-Sachsen 4: Die Sachsen lassen das Morden nicht. Gmeiner-Verlag, Meßkirch 2010, ISBN 978-3-8392-1052-9.
- als Mitherausgeber: Thüringer Straße der Industriekultur: von Eisenach über Gotha und Erfurt nach Weimar und Apolda. Klartext-Verlag, Essen 2018, ISBN 978-3-8375-1914-3
- Das Geheimnis des Weißen Steins: Der TA-Rätselkrimi. Thüringer Allgemeine, Erfurt 2018.[12]
- ...und manchmal platzt der Kragen. Bodo Ramelow - eine Biografie. edition überland, Leipzig 2021, ISBN 978-3-948049-14-0

## Preise und Auszeichnungen
- 2002: Goldener Igel für eine Serie über die Rettung von Säuglingen vor dem Hungertod im Kosovo, Reservistenverband der Bundeswehr
- 2003: Journalistenpreis für Bürgerschaftliches Engagement für eine Reportage über das Ehrenamt in einem kleinen sächsischen Dorf, Robert-Bosch-Stiftung
- 2003: Deutscher Journalistenpreis für die Dokumentation über die Entstehung des Trinkwasserpreises in Sachsen, Verband kommunaler Unternehmer
- 2012: Preis für Zivilcourage gegen Rechtsradikalismus, Antisemitismus und Rassismus, Förderkreis „Denkmal für die ermordeten Juden Europas“ und jüdische Gemeinde Berlin, für die Lausitzer Rundschau und Chefredakteur Johannes M. Fischer[13]
- 2013: Journalist des Jahres in der Kategorie „Chefredakteure lokal“, Platz 2. Ein Preis des „medium magazin“.[14]